# (23) Талия
(23) Та́лия (лат. Thalia) — астероид главного пояса, который принадлежит к светлому спектральному классу S, состоящий преимущественно из силикатов железа и магния. Он был открыт 15 декабря 1852 года английским астрономом Джоном Хиндом в обсерватории Бишопа, Великобритания и назван в честь Талии, древнегреческой  музы комедии и лёгкой поэзии.

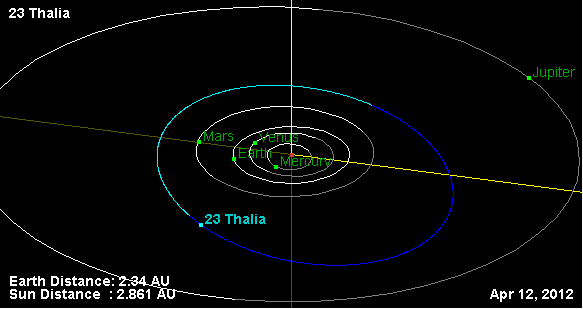
Орбита астероида Талия и его положение в Солнечной системе

Большая полуось орбиты астероида располагается между орбитальными резонансами 3:1 и 5:2 и обладает сравнительно высоким значением эксцентриситета (0,233).